# Betta foerschi
Betta foerschi es una especie de pez de la familia Osphronemidae, normalmente vive en arroyos y charcas pantanosas forestales, algunos de los cuales han sido medidos a tan sólo unos centímetros de profundidad. Estos suelen ser protegidos del sol, el denso follaje de las ramas por encima de lo que significa muy poca luz penetra en la superficie del agua. 
- Datos: Q4898358
- Especies: Betta foerschi